# 잉글랜드 구빈법

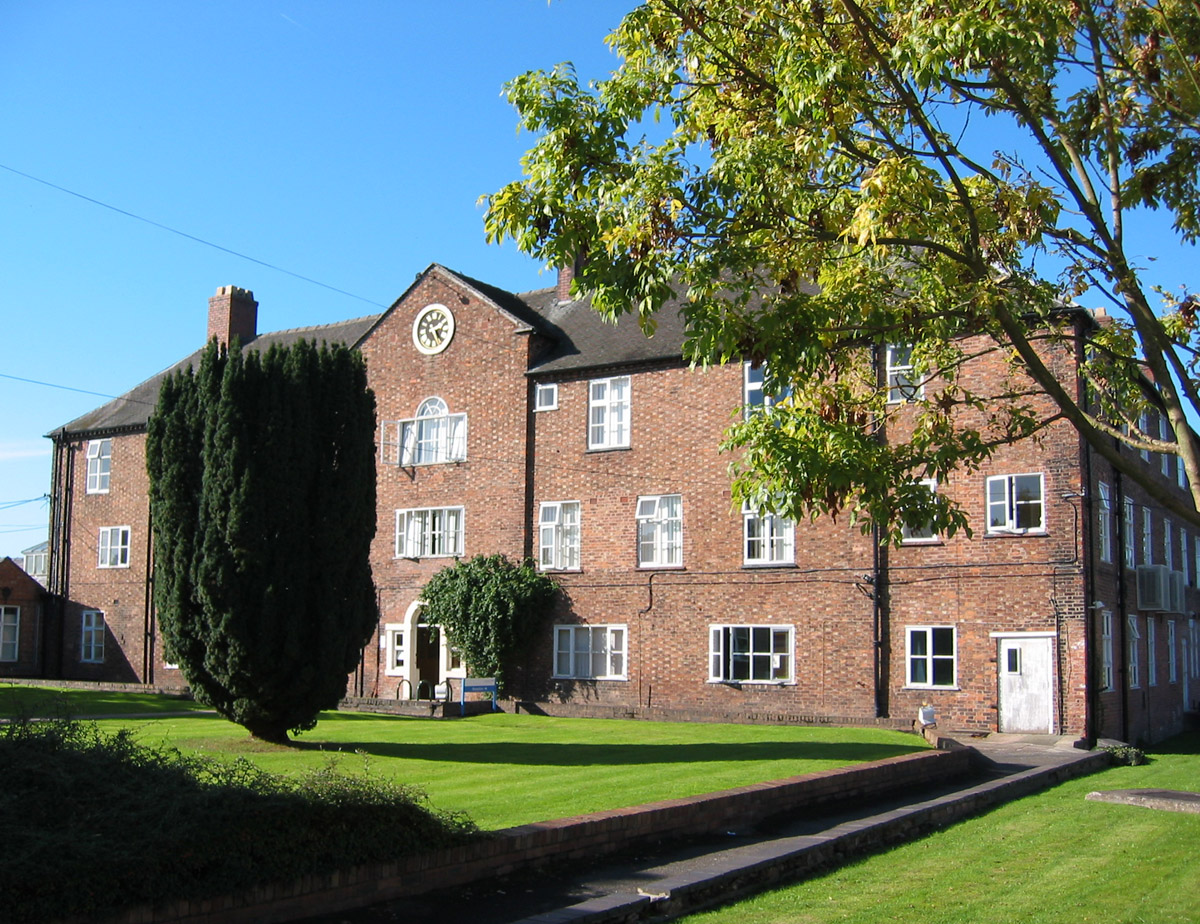
1780년부터 존재했던 체셔주 낸트위치의 구빈원

잉글랜드 구빈법(English Poor Laws)은 잉글랜드와 웨일즈에서 빈민 구제를 위해 1587년부터 1598년까지 성문화된 일련의 체계를 가리킨다. 구빈법 체계는 1940년대 말에 영국에서 현대 복지 국가가 부상할 때까지 지속되었다.
잉글랜드의 구빈법 입법은 플랜태저넷가에서 부랑자와 걸인에 대해 시행한 법률들이 있으나, 대개 1536년을 그 시작으로 본다. 잉글랜드와 웨일즈에서 시행된 구빈법의 역사는 엘리자베스 1세 치세에서 시행된 옛 구빈법과, 1834년 입법된 신구빈법으로 나뉜다.
구빈법 체계는 20세기 초 자유당이 실시한 일련의 복지 개혁과 당시에 증강하던 친우회(friendly societies)와 노동조합의 부조, 구빈법 체계를 우회하는 점진적 개혁들에 의해 점차 축소되었다. 하지만 구빈법 체계의 일부는 1948년 국민부조법에 의해 정식적으로 철폐되고 1967년 법전에서 완전히 사라지기 전까지 존속하였다.